# Шиппер, Якоб
Якоб Шиппер (нем. Jakob Schipper; 19 июля 1842, Аугустгроден — 29 января 1915, Вена) — немецкий и австрийский филолог, специалист по англосаксонским наречиям.

## Биография
Якоб Шиппер родился 19 июля 1842 года в Аугустгродене в семье фермера. Изучал европейские языки в Бонне, Париже, Риме и Оксфорде. 
В 1870—1871 годах был сотрудником в новой переработке словаря англосаксонских наречий И. Босворта (Оксфорд). В 1871 году был назначен профессором по кафедре новых языков в Кенигсбергском университете, в 1877 году занял кафедру английского языка в Венском университете. В 1887 был избран членом Академии наук Австро-Венгрии. В 1901—1902 годах был ректором Венского университета. Вышел на пенсию в 1913 году.
Основные работы: «De versu Marlovii» (Бонн, 1867); «Engl. Alexiuslegende. Version I» (Страсбург, 1877); «Engl. Alexinslegende. Version II» (Вена, 1887); «William Dunbar, sein Leben und seine Gedichte» (Берлин, 1884); «Zur Kritik der Shakespeare-Bacon frage» (Берлин, 1898). Наиболее значительный его труд — «Engl. Metrik» (Бонн, 1881—1889) и «Grundriss der engl. Metrik» (Вена, 1895). Кроме того, он издавал «Wiener Beiträge zur engl. Philologie» (Вена, 1895) и «The Poems of William Dunbar» (Вена, 1891—1894), а также значительно способствовал изучению английского языка в средних школах Австро-Венгрии и имел звание почётного доктора целого ряда британских университетов.
Якоб Шиппер умер 29 января 1915 года в городе Вене.